# Adoretus saetipennis
Adoretus saetipennis är en skalbaggsart som beskrevs av Friedrich Ohaus 1914. 
Adoretus saetipennis ingår i släktet Adoretus och familjen Rutelidae. Inga underarter finns listade i Catalogue of Life.